# Laguna Tejas
La laguna Tejas es una laguna de agua dulce en Bolivia, ubicada en la provincia Ichilo al noroeste del departamento de Santa Cruz cerca del río Grande. Tiene una forma alargada en dirección suroeste, y presenta unas dimensiones de 5,31 kilómetros de largo por 1,47 kilómetros de ancho, con una superficie de 5,6 km².